# Pradines (Loire)
Pradines település Franciaországban, Loire megyében. Lakosainak száma 902 fő (2022. január 1.). Pradines Perreux, Montagny, Neaux, Notre-Dame-de-Boisset és Régny községekkel határos.

## Népesség
A település népességének változása:
| Lakosok száma | 483  | 498  | 604  | 640  | 763  | 785  | 803  | 833  | 871  | 902  |
|               | 1968 | 1982 | 1990 | 2006 | 2013 | 2015 | 2017 | 2019 | 2020 | 2022 |